# Церковное право
Церковное право — сложившийся в течение истории христианства корпус кодифицированного права, регулирующий внутреннюю дисциплинарную (каноническую) жизнь Церкви и отношения Церкви с тем или иным государством.
По мнению Цыпина В. А «В западной юридической литературе церковное и каноническое право рассматриваются как две различные дисциплины. Под канонической подразумевается наука, изучающая каноны Древней Церкви и папские декреталы, вошедшие в „Корпус канонического права“ (лат. Corpus juris canonici) — свод, окончательно сложившийся на исходе средневековья. Правовые нормы этого свода касаются не только церковных, но и светских правовых отношений, которые в средние века входили в юрисдикцию церкви. Таким образом, каноническое право на языке западной юридической науки — это право, церковное по происхождению, однако не исключительно церковное по содержанию. Церковным же правом называют науку, предмет которой — правовые акты, регулирующие церковную жизнь, независимо от их происхождения: будь то древние каноны, церковные постановления позднейшей эпохи или законы, изданные светской властью».

## Краткий обзор истории
Канонический корпус Православной Церкви включает:
- Правила Святых Апостолов,
- Церковные каноны семи Вселенских соборов,
- Каноны десяти важнейших Поместных Соборов: (Анкирского, Неокесарийского, Гангрского, Антиохийского, Сардикийского, Лаодикийского, Карфагенского, Константинопольского, Двукратного и Большого Софийского),
- Определения всех остальных Православных поместных соборов, не отменённые впоследствии, и употребляемые повсеместно, даже за пределами своих юрисдикций[источник не указан 2987 дней],
- Правила тринадцати Святых Отцов, а также общепризнанные высказывания других авторитетных отцов[источник не указан 2987 дней],
- Прошлая и существующая практика внутренних и внешних церковных отношений в разные времена и в разных государствах[источник не указан 2987 дней].

В средние века на Руси основным руководством по церковному праву была принятая на соборе 1274 года «Кормчая», составленная на основе «Кормчей книги» св. Саввы Сербского (XIII век). Последняя, в свою очередь, была компиляцией различных греческих источников: «Синопсиса» Стефана Эфесского, «Номоканона», «Прохирона» и других. Ранее имели хождение два «Устава», возводимые к князю Владимиру и Ярославу Мудрому. Также важный памятник законодательства той эпохи — «Канонические ответы» митрополита Иоанна (1078—1089) на вопросы черноризца Иакова.
В синодальный период главным кодексом действующего церковного права в России стал «Духовный регламент», составленный Феофаном Прокоповичем.
На рубеже XVIII—XIX веков в греческой Церкви появился новый канонический сборник с толкованиями — «Пидалион» (то есть «Кормчая»), составленный Никодимом Святогорцем и иеромонахом Агапием и давший начало новой синтагматической коллекции, теперь уже чисто греческой.
В России в 1839 году был впервые издан сборник основных канонических документов (без государственных законоположений), получивший название Книга правил (полное название: Книга правил святых апостол, святых соборов вселенских и поместных, и святых отец), являющийся основным нормативно-каноническим кодексом в современной Русской православной церкви.